# Lomatia
- Commons
- Wikispecies

Lomatia é um género botânico pertencente à família Proteaceae.